# 미국 대 오나이다 허키머 사건
미국 대 오나이다 허키머 사건(United Haulers Assn., Inc. v. Oneida-Herkimer Solid Waste Mgmt. Auth., 550 U.S. 330 (2007))은 미국 연방대법원의 판례이다.
이 사건의 쟁점은 모든 고체 쓰레기를 공적으로 운영되는 지역쓰레기 처리업체에 맡기는 것이 주간통상에 상당한 부담을 주어 통상조항 위반인가 하는 점이다.

## 판시사항
미국연방대법원은 전통적으로 정부의 기능에 관련된 사항의 경우 주간통상을 차별하는 정부행위가 위헌이 아닐 수 있다고 보았다. 이는 주의 보호주의 의도가 아닌 합리적인 목적에 의한 차별일 수 있기 때문이다.